# Kristina Brenk
Kristina Brenk (Vrhovec) más néven Kristina Brenkova (Horjul, 1911. október 22. – Ljubljana, 2009. november 20.) szlovén író, drámaíró, költő, fordító és szerkesztő. A gyermekeknek írt könyveiről ismert, a tevékenységével nagyban hozzájárult a szlovén ifjúsági irodalom fejlesztéséhez, számos díjjal jutalmazták a munkásságát.

## Élete
Horjulban született 1911-ben. Mariborban folytatta a tanulmányait. Pszichológiát és pedagógiát tanult a Ljubljanai Egyetemen. A tanulmányai alatt drámaiskolába járt. Elkötelezte magát egy ifjúsági színház létrehozása mellett, ezért 1938-ban úgy döntött, hogy Prágában tanulmányozza az ifjúsági színház elméletét. 1939-ben doktorátusi címet szerzett. A második világháború alatt 1941-ben csatlakozott a Szlovén Felszabadítási Fronthoz. 1943-ban elfogták, bezárták, ott maradt az olasz megszállás végéig. 1945-ben a katonák és a foglyok gyermekeinek védelméről gondoskodott. A háború után 1949-től 1973-as nyugdíjazásáig szerkesztőként dolgozott a Mladinska Knjiga Kiadóban.
A férje filmtörténész és oktató, France Brenk (1912–1990) volt, a gyermeke, Matija Brenk pszichológus, az unokái, Aljaz Matija Brenk és Brina Brenk.
1999-ben megkapta a Levstik Életműdíjat a gyermekeknek írt szépirodalmi művek terén elért eredményeiért. Ljubljanában halt meg, és Žale-ben temették el.
A Szlovén Kiadók Szövetsége által 2003 óta elnyerhető Legjobb Szlovén Képeskönyv díját 2011-től Kristina Brenkről nevezték el.

## Művei

### Háborús és reális történetek
- Prva domovina (1973)
- Hoja za bralci (1980)
- Moja dolina (1996)

### Modern mesék
- Deklica Delfina in lisica Zvitorepka (1972)
- Srebrna račka, zlata račka (1975)
- Dobri sovaržnikov pes (1980)
- Babica v cirkusu (1982)
- Prigode koze Kunigunde (1984)

### Versek
- Čenča Marenča (1976)
- Kako šteje Čenča Marenča (1976)
- Prišel je velikanski lev (2008)

### Magyarul
- A hontalan cica (1968)
- A delfines kislány és a ravaszdi róka (1982)

## Díjai, elismerései
- Fiatal generációs plakett (Belgrád, 1964)
- Aranyplakett irodalmi alkotásokért (1966)
- Bronzérem mese- és képeskönyvekért (Lipcse, 1970)
- Levstik-díj a A delfines kislány és a ravaszdi róka című művéért (1972)
- Kurirčkov-szobor (1974)
- Trubarjeva plaketa (1982)
- Horjul község elismerése (1984)
- a Szlovén Köztársaság Szabadság Rendje az ifjúsági irodalomban és a kiadói életben végzett munkáért (1997)
- Levstik Életműdíj (1999)
- Az Év Gyermekkönyve díj Az én völgyem (Moja dolina) című művének (2000)
- Horjul díszpolgára (2001)
- Ljubljana díszpolgára (2007)

## Fordítás
- Ez a szócikk részben vagy egészben  a   Kristina Brenk című angol Wikipédia-szócikk ezen változatának fordításán alapul.  Az eredeti cikk szerkesztőit annak laptörténete sorolja fel. Ez a jelzés csupán a megfogalmazás eredetét és a szerzői jogokat jelzi, nem szolgál a cikkben szereplő információk forrásmegjelöléseként.
- Ez a szócikk részben vagy egészben  a   Kristina Brenk című szlovén Wikipédia-szócikk ezen változatának fordításán alapul.  Az eredeti cikk szerkesztőit annak laptörténete sorolja fel. Ez a jelzés csupán a megfogalmazás eredetét és a szerzői jogokat jelzi, nem szolgál a cikkben szereplő információk forrásmegjelöléseként.